# Companyia Danesa de les Índies Orientals
La Companyia danesa de les Índies Orientals (Ostindisk Kompagni) fou una companyia comercial danesa, fundada l'any 1616 pel rei Cristià IV de Dinamarca per al comerç amb l'Índia, basat a Tranquebar, la colònia comprada per Dinamarca el 1620, i formava part de la política mercantilista per augmentar el comerç danès amb l'establiment d'una companyia islandesa el 1602 i una groenlandesa el 1636.

## Història
La iniciativa d'establir l'empresa va sorgir de dos holandesos, Jan de Willum i Herman Rosenkrantz, als quals es va donar el privilegi d'establir l'empresa el 17 de març de 1616 amb el suport del Tresor Reial. El 29 de novembre, la primera flota acompanyada d'un vaixell de guerra al comandament de l'almirall Ove Gjedde. No va ser fins al 16 de maig de 1619 que va arribar a Ceilan després de diversos greus accidents, i havent perdut més de la meitat de la seva tripulació. L'illa havia estat reclamada per Portugal quan van arribar, però el 10 de maig de 1620 es va concloure un tractat amb el regne de Kandy i es va establir la fundació d'un assentament a Trincomalee a la costa est de l'illa. Van ocupar el colossal temple de Koneswaram el maig de 1620 per començar la fortificació de la península abans de ser expulsats pels portuguesos.
Després d'aterrar a la part continental de l'Índia, es va concloure un tractat amb el governant del regne de Tanjore, Raghunatha Nayak, que va donar als danesos la possessió de la ciutat de Tranquebar i el permís per comerciar al regne mitjançant un tractat de 19 de novembre de 1620. A Tranquebar, per a la protecció de la qual es va construir el fort Dansborg, van instal·lar el capità Crappe com el primer governador de l'Índia danesa. Els beneficis comercials de l'expedició eren insignificants i l'1 de gener de 1621, Ove Gjedde va començar el seu viatge de retorn i el 5 de febrer de 1622 va fondejar a Karmsund, a Noruega, on va deixar el seu vaixell per tornar a Dinamarca per terra.
El tractat va ser renovat el 30 de juliol de 1621, i posteriorment renovat i confirmat el 10 de maig de 1676 per Shivaji, el fundador de l'Imperi Maratha. Noves expedicions noves van dirigir-se a Tranquebar, i tot i que l'expedició produïa pèrdues, va continuar fins al 1650, quan va ser abandonat. 20 anys després, el negoci es va reprendre sense millorar. L'empresa patia una manca de capital i una administració deficient, raó per la qual es va esvair tot el suport del govern.
Durant el seu apogeu, la Companyia Danesa de les Índies Orientals i la Companyia Sueca de les Índies Orientals van importar més te que la Companyia Britànica de les Índies Orientals i van introduir-ne el 90% a Anglaterra, on es podia vendre amb un enorme benefici. Entre 1624 i 1636, el comerç danès es va estendre a Surat, Bengala, Java i Borneo, amb fàbriques a Masulipatam, Surat, Balasore i a Java, però les posteriors guerres europees en què va participar Dinamarca van arruïnar la companyia i el comerç a l'Índia va cessar completament entre 1643 i 1669, període durant el qual es van perdre totes les adquisicions anteriors excepte Tranquebar, que es va mantenir fins que va arribar l'ajuda de Dinamarca el 1669, establint-se de nou la companyia.
Un nou intent, per iniciativa del comerciant holandès Josias van Aspern, de fer reviure la companyia el 1727 mitjançant la transferència d'una part del seu negoci a Altona va ser frustrat per la resistència d'Holanda i Anglaterra, i el 28 d'abril de 1729 va renunciar-hi, i el 1732 la idea va tornar a sorgir, aquest cop com a Companyia Danesa d'Àsia.